# Безак, Павел Христианович
Павел Христианович Безак (28 сентября (9 октября) 1769 — 10 (22) июля 1831) — государственный деятель Российской империи, действительный статский советник. 

## Биография
Родился 28 сентября (9 октября) 1769 года в семье Христиана Христиановича Безака. Воспитывался в сухопутном шляхетском корпусе, знал древние и новые языки, занимался математикой и любил литературу. В молодости он перевёл Флориана (Новые повести, с фр. — СПб., 1792) и Георги (Описание Петербурга, с нем., 3 ч. — СПб., 1794). Кроме того, переводил проповеди пастора Линдля и помогал A. M. Брискорну в издании толкований на Новый Завет Госнера.
В 1795 году поступил на службу секретарём в Правительствующий Сенат; здесь своими способностями и красноречивым и ясным изложением мыслей он заслужил репутацию хорошего докладчика.
В 1797 году он, объявляя с герольдами, как секретарь Сената, о предстоящей коронации императора Павла I, обратил на себя внимание последнего громким и выразительным чтением церемониала и был записан в памятную книжку Императора. В 1800 году был назначен правителем дел канцелярии генерал-прокурора (Беклешова). В 1802 году вышел в отставку и поселился в Киеве, где ему Беклешовым был подарен дом. В 1806 году дворянство Киевской губернии выбрало Безака предводителем милиции; в том же году главнокомандующий армией, фельдмаршал князь Прозоровский назначил его правителем дел своей канцелярии; в этой должности Безак оставался и при Багратионе, сменившем Прозоровского. Затем, когда на место Багратиона главнокомандующим армией был назначен граф Каменский, Безак вышел в отставку и поселился в Петербурге. Здесь его, как человека способного, приблизил к себе Сперанский.
После ссылки Сперанского Безак окончательно отказался от государственной службы и занялся торговыми предприятиями, на которых очень разбогател. В 1824 году избран в число попечителей для исследования бедствий, причиненных наводнением 7 ноября, и за успешное выполнение порученного дела был награждён орденом Св. Владимира 3-й степени.
Умер от холеры 10 (22) июля 1831 года; похоронен на Смоленском лютеранском кладбище.

## Семья
Безак был женат на Сусанне Яковлевне Рашет, дочери скульптора Я. И. Рашета.
У них имелось пять сыновей и четверо дочерей:
- Елизавета (606.09.1795—23.02.1842)
- Мария (08.06.1798—?), была замужем (с 14 февраля 1813 года)[1] за Андреем Константиновичем Крыжановским, их сыновья Николай и Павел.
- Ольга (1800—1820)
- Александр (24.04.1801—30.12.1868)
- Константин (1802—04.04.1845)
- Николай (1804—1879) — тайный советник, член Совета министра внутренних дел.
- Михаил (1810—?)
- Павел (1815—1873)
- Елена (?—1846)